# 57868 Pupin
57868 Pupin è un asteroide della fascia principale. Scoperto nel 2001, presenta un'orbita caratterizzata da un semiasse maggiore pari a 2,3819264 UA e da un'eccentricità di 0,2533784, inclinata di 4,22395° rispetto all'eclittica.